# Rex-Simplex

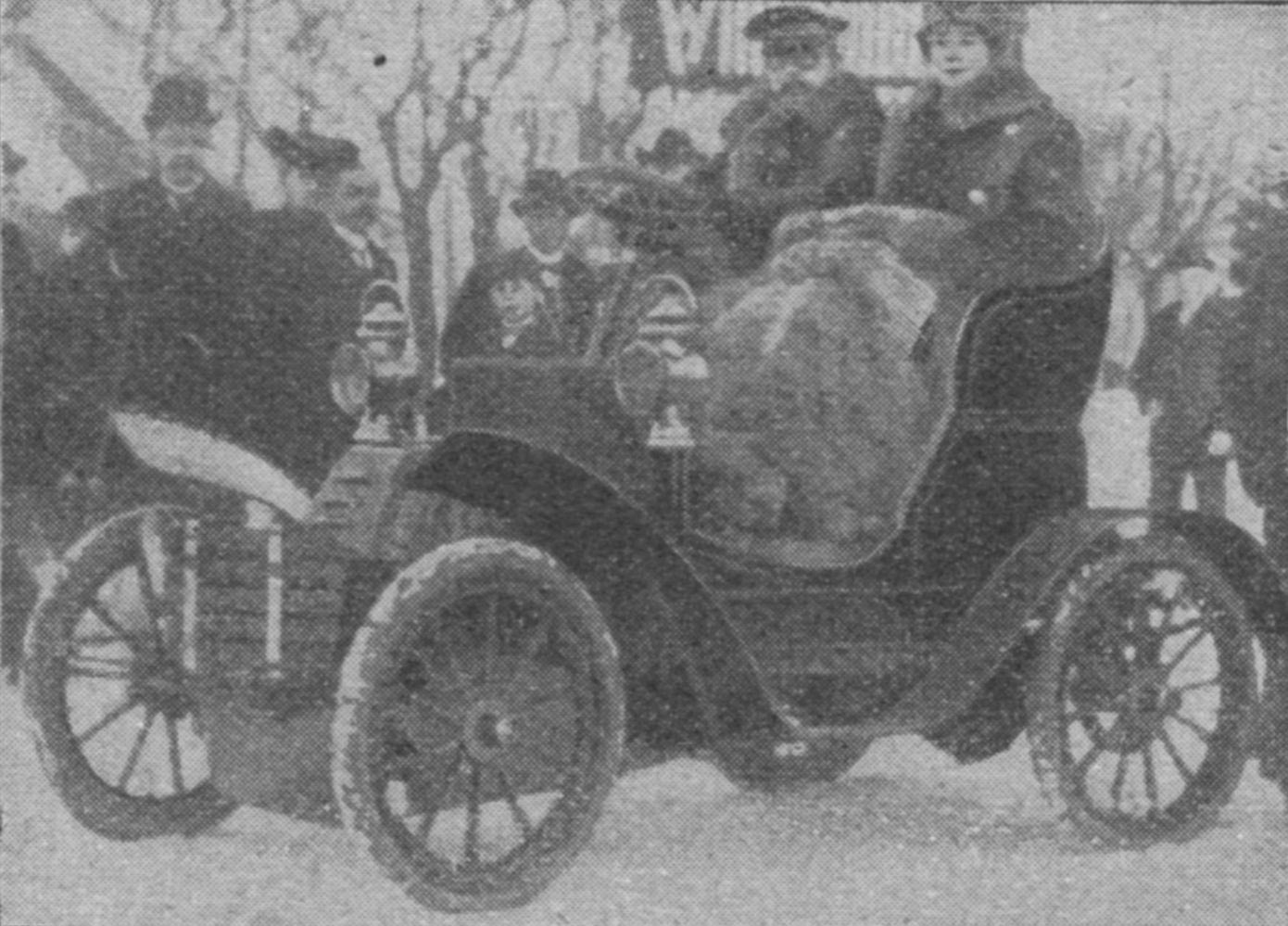
Een Rex-Simplex uit 1904

Rex-Simplex was een Duits automerk, dat tussen 1902 en 1923 auto's produceerde.
Friedrich Hering begon als smid en wagenmaker in Gera en verkocht ook fietsen. Hierna ging Hering een firma opzetten om fietswielen te maken. Herich startte in 1900 met de autobouw op basis van eigen chassis en De Dion-Bouton-motoren. Vanaf 1902 bouwde men eigen motoren in. Deze auto's werden Rex-Simplex genoemd. Het ging om een robuuste tweezitter. In 1906 werd het autobedrijf los van de fabriek voor wielen gezet. Er werden zo'n zeshonderd auto's verkocht. Vanaf 1913 werd het nieuwe gebouw een opzichzelfstaande firma. In 1923 sloot het zijn deuren.